# Oliveira do Bairro
Oliveira do Bairro é uma cidade portuguesa do Distrito de Aveiro, integrada na Região de Aveiro (NUT III) da Região Centro (NUT II), com 4.487 habitantes (2021)
É sede do pequeno município de Oliveira do Bairro com 87 km² de área e 23 132 habitantes (2021), subdividido em 4 freguesias. O município é limitado a norte pelo município de Aveiro, a nordeste por Águeda, a sueste por Anadia, a sudoeste por Cantanhede e a oeste por Vagos.
O feriado municipal é no Dia da Ascensão.
Oliveira do Bairro é geminada com a localidade francesa de Lamballe e com a cidade angolana de Benguela.

## Freguesias

Freguesias do município de Oliveira do Bairro.

O Município de Oliveira do Bairro está dividido em 4 freguesias:
- Bustos, Troviscal e Mamarrosa
- Oiã
- Oliveira do Bairro
- Palhaça

## Cultura
- Museu de Etnomúsica da Bairrada;
- Radiolândia — Museu do Rádio.

## Desporto
Oliveira do Bairro tem uma equipa de futebol, o Oliveira do Bairro Sport Clube (OBSC).

## Política

### Eleições autárquicas[8]
| Data | %       | V       | %      | V      | %     | V     | %            | V            | %              | V   | %              | V  | Participação   |                |
| Data | PPD/PSD | PPD/PSD | CDS-PP | CDS-PP | PS    | PS    | FEPU/APU/CDU | FEPU/APU/CDU | GCE            | GCE | CH             | CH | Participação   |                |
| ---- | ------- | ------- | ------ | ------ | ----- | ----- | ------------ | ------------ | -------------- | --- | -------------- | -- | -------------- | -------------- |
| Data | 1976    | 42,97   | 3      | 38,28  | 3     | 13,76 | 1            | 2,01         | -              |     |                |    |                | 70,22 / 100,00 |
| 1979 | 56,90   | 5       | 28,41  | 2      | 9,33  | -     | 2,48         | -            | 74,67 / 100,00 |     |                |    |                |                |
| 1982 | 50,97   | 4       | 31,69  | 3      | 9,51  | -     | 3,65         | -            | 73,60 / 100,00 |     |                |    |                |                |
| 1985 | 46,36   | 4       | 40,70  | 3      | 7,16  | -     | 3,45         | -            | 67,25 / 100,00 |     |                |    |                |                |
| 1989 | 34,67   | 3       | 54,36  | 4      | 6,90  | -     | 1,16         | -            | 69,21 / 100,00 |     |                |    |                |                |
| 1993 | 43,01   | 3       | 45,42  | 4      | 6,93  | -     | 1,54         | -            | 68,29 / 100,00 |     |                |    |                |                |
| 1997 | 40,45   | 3       | 48,64  | 4      | 6,27  | -     | 1,46         | -            | 66,55 / 100,00 |     |                |    |                |                |
| 2001 | 36,33   | 3       | 51,70  | 4      | 6,05  | -     | 1,93         | -            | 65,11 / 100,00 |     |                |    |                |                |
| 2005 | 44,18   | 4       | 41,17  | 3      | 9,04  | -     | 1,67         | -            | 64,92 / 100,00 |     |                |    |                |                |
| 2009 | 53,58   | 4       | 31,49  | 2      | 10,74 | 1     | 1,22         | -            | 58,01 / 100,00 |     |                |    |                |                |
| 2013 | 44,06   | 4       | 37,35  | 3      | 8,63  | -     | 2,84         | -            | 51,80 / 100,00 |     |                |    |                |                |
| 2017 | 32,54   | 3       | 41,50  | 3      | (a)   | (a)   | 1,96         | -            | 18,15          | 1   | 54,56 / 100,00 |    |                |                |
| 2021 | 35,05   | 3       | 45,58  | 4      | 8,37  | -     | 1,08         | -            |                |     | 4,87           | -  | 52,41 / 100,00 |                |

(a) O PS apoiou a lista independente UPOB nas eleições de 2017

### Eleições legislativas
| Data | %     | %     | %     | %    | %     | %     | %        | %     | %    | %     | %    | %   | %       | % | %  | %  |
| Data | PSD   | CDS   | PS    | PCP  | UDP   | AD    | APU/ CDU | FRS   | PRD  | PSN   | BE   | PAN | PSD CDS | L | CH | IL |
| ---- | ----- | ----- | ----- | ---- | ----- | ----- | -------- | ----- | ---- | ----- | ---- | --- | ------- | - | -- | -- |
| 1976 | 48,78 | 30,41 | 12,53 | 1,22 | 0,52  |       |          |       |      |       |      |     |         |   |    |    |
| 1979 | AD    | AD    | 13,48 | APU  | 0,67  | 78,75 | 2,37     |       |      |       |      |     |         |   |    |    |
| 1980 | AD    | AD    | FRS   | APU  | 0,35  | 79,59 | 2,24     | 11,78 |      |       |      |     |         |   |    |    |
| 1983 | 48,72 | 27,77 | 16,51 | APU  | 0,26  |       | 2,15     |       |      |       |      |     |         |   |    |    |
| 1985 | 53,09 | 24,16 | 11,05 | APU  | 0,22  | 1,66  | 5,42     |       |      |       |      |     |         |   |    |    |
| 1987 | 74,47 | 10,03 | 8,88  | CDU  | 0,08  | 1,53  | 0,90     |       |      |       |      |     |         |   |    |    |
| 1991 | 74,23 | 12,39 | 9,77  | CDU  |       | 0,92  | 0,19     | 0,61  |      |       |      |     |         |   |    |    |
| 1995 | 57,91 | 20,18 | 18,53 | CDU  | 0,11  | 0,84  |          | 0,09  |      |       |      |     |         |   |    |    |
| 1999 | 50,54 | 26,64 | 17,73 | CDU  |       | 1,54  | 0,14     | 0,52  |      |       |      |     |         |   |    |    |
| 2002 | 59,81 | 21,64 | 13,56 | CDU  | 1,21  |       | 1,11     |       |      |       |      |     |         |   |    |    |
| 2005 | 53,13 | 19,12 | 18,95 | CDU  | 1,63  | 2,84  |          |       |      |       |      |     |         |   |    |    |
| 2009 | 48,48 | 21,98 | 16,86 | CDU  | 2,07  | 5,77  |          |       |      |       |      |     |         |   |    |    |
| 2011 | 58,38 | 19,56 | 11,67 | CDU  | 1,84  | 2,90  | 0,51     |       |      |       |      |     |         |   |    |    |
| 2015 | CDS   | PSD   | 14,01 | CDU  | 2,08  | 6,24  | 0,77     | 68,55 | 0,30 |       |      |     |         |   |    |    |
| 2019 | 44,45 | 12,60 | 20,61 | CDU  | 1,58  | 6,54  | 2,33     |       | 0,47 | 1,46  | 1,01 |     |         |   |    |    |
| 2022 | 45,55 | 6,17  | 25,02 | CDU  | 0,98  | 3,03  | 0,78     | 0,38  | 9,27 | 4,85  |      |     |         |   |    |    |
| 2024 | AD    | AD    | 15,04 | CDU  | 45,38 | 0,81  | 2,70     | 1,16  | 1,24 | 22,44 | 5,36 |     |         |   |    |    |

## Evolução da População do Município
| Número de habitantes | Número de habitantes | Número de habitantes | Número de habitantes | Número de habitantes | Número de habitantes | Número de habitantes | Número de habitantes | Número de habitantes | Número de habitantes | Número de habitantes | Número de habitantes | Número de habitantes | Número de habitantes | Número de habitantes | Número de habitantes |
| -------------------- | -------------------- | -------------------- | -------------------- | -------------------- | -------------------- | -------------------- | -------------------- | -------------------- | -------------------- | -------------------- | -------------------- | -------------------- | -------------------- | -------------------- | -------------------- |
| 1864                 | 1878                 | 1890                 | 1900                 | 1911                 | 1920                 | 1930                 | 1940                 | 1950                 | 1960                 | 1970                 | 1981                 | 1991                 | 2001                 | 2011                 | 2021                 |
| 8 381                | 8 887                | 9 140                | 9 540                | 11 598               | 11 806               | 14 362               | 15 744               | 17 242               | 16 699               | 14 975               | 17 517               | 18 660               | 21 164               | 23 028               | 23 132               |

(Número de habitantes que tinham a residência oficial neste concelho à data em que os censos se realizaram.)
Os valores imputados aos censos de 1864 a 1900 não incluem os habitantes residentes nas freguesias de Nariz e Fermentelos, que faziam parte do concelho de Oliveira do Bairro, e que passaram para o concelho de Aveiro, em 1872, e para o concelho de Águeda, em 1895, respetivamente.
| Número de habitantes por Grupo Etário | Número de habitantes por Grupo Etário | Número de habitantes por Grupo Etário | Número de habitantes por Grupo Etário | Número de habitantes por Grupo Etário | Número de habitantes por Grupo Etário | Número de habitantes por Grupo Etário | Número de habitantes por Grupo Etário | Número de habitantes por Grupo Etário | Número de habitantes por Grupo Etário | Número de habitantes por Grupo Etário | Número de habitantes por Grupo Etário | Número de habitantes por Grupo Etário | Número de habitantes por Grupo Etário |
| ------------------------------------- | ------------------------------------- | ------------------------------------- | ------------------------------------- | ------------------------------------- | ------------------------------------- | ------------------------------------- | ------------------------------------- | ------------------------------------- | ------------------------------------- | ------------------------------------- | ------------------------------------- | ------------------------------------- | ------------------------------------- |
|                                       | 1900                                  | 1911                                  | 1920                                  | 1930                                  | 1940                                  | 1950                                  | 1960                                  | 1970                                  | 1981                                  | 1991                                  | 2001                                  | 2011                                  | 2021                                  |
| 0-14 Anos                             | 3 225                                 | 4 187                                 | 4 264                                 | 5 117                                 | 5 322                                 | 5 054                                 | 4 772                                 | 3 825                                 | 4 219                                 | 3 478                                 | 3 352                                 | 3 627                                 | 3 221                                 |
| 15-24 Anos                            | 1 451                                 | 1 768                                 | 2 193                                 | 2 638                                 | 2 871                                 | 3 332                                 | 2 691                                 | 2 420                                 | 2 548                                 | 2 909                                 | 2 855                                 | 2 336                                 | 2 411                                 |
| 25-64 Anos                            | 3 984                                 | 4 246                                 | 4 714                                 | 5 394                                 | 6 114                                 | 7 296                                 | 7 764                                 | 6 915                                 | 8 466                                 | 9 285                                 | 10 998                                | 12 329                                | 12 052                                |
| = ou > 65 Anos                        | 746                                   | 907                                   | 754                                   | 973                                   | 1 157                                 | 1 268                                 | 1 472                                 | 1 815                                 | 2 284                                 | 2 988                                 | 3 959                                 | 4 736                                 | 5 448                                 |

(Obs: De 1900 a 1950, os dados referem-se à população presente no município à data em que eles se realizaram. Daí que se registem algumas diferenças relativamente à designada população residente.)